# Zygodon fasciculatus
Zygodon fasciculatus är en bladmossart som beskrevs av Mitten 1851. Zygodon fasciculatus ingår i släktet ärgmossor, och familjen Orthotrichaceae. Inga underarter finns listade i Catalogue of Life.